# Mirjam Müller Landa
Mirjam Müller Landa (* 13. dubna 1969 Kolín nad Rýnem, Německo) je německo-česká režisérka a scenáristka a manželka zpěváka Daniela Landy. Vyrůstala s bratrem v Kolíně nad Rýnem a Düsseldorfu. Má mladšího bratra Davida. Její otec Manfred Müller je novinář.

## Biografie
Mirjam Müller se v roce 1990 provdala za zpěváka a automobilového závodníka Daniela Landu, se kterým má tři dcery – Anastázii a dvojčata Roxanu a Rozálii. V polovině 90. let absolvovala filmovou a televizní režii na FAMU v Praze, za své studentské snímky byla dvakrát oceněna Cenou Českého literárního fondu.

### Umělecká činnost
Na přelomu osmdesátých a devadesátých let působila v dívčí Oi! kapele Jen žádnou paniku.
V roce 1995 režírovala inscenaci Zvláštní schopnosti. S manželem spolupracuje – režírovala videoklipy Protestsong z alba Neofolk, Dies Irae z alba Rockquiem, Smrtihlav ze stejnojmenného alba, Ztracení hoši z alba Chcíply dobrý víly a řadu dalších. Režírovala také videoklipy skupin Olympic, Arakain a další. Společně také v roce 1996 připravili scénář a hudbu muzikálu Krysař, později režírovala muzikál Tajemství. Pro stanici HBO natočila řadu reportáží, jako režisérka se podílela na živém vysílání pořadu Prima jízda televizní stanice Prima.
V roce 2006 během letních divadelních prázdnin natočila v pražském Divadle Kalich svůj první celovečerní film Kvaska. Snímek z prostředí zákulisí muzikálů vypráví příběh mladého vězně, který uteče z vězení, aby se přiblížil muzikálové hvězdě Karin, své vysněné lásce. Film je pojmenovaný podle alkoholického nápoje, který si z nouze vyrábějí vězni z cukru a chleba. V roce 2008 uvedla s manželem muzikál Touha.
V létě 2010 natočila spolu s manželem film Tacho, který se odehrává během Nitranské rallye a je o automobilovém závodníkovi, který se snaží vyhrát svůj životní závod. Film je pojmenován podle německého názvu pro tachometr.

### Společenské aktivity
Podporuje také Nadaci Malina natáčením instruktážních videokazet s tematikou bezpečnosti v dopravě – pro dospělé Bourá jen blb a Auto je zbraň, pro děti Bezpečná cesta, Červený blesk a Soutěž.